# Semicassis craticulata
Semicassis craticulata is een slakkensoort uit de familie van de Cassidae. De wetenschappelijke naam van de soort is voor het eerst geldig gepubliceerd in 1885 door Euthyme.